# 常盤橋塔

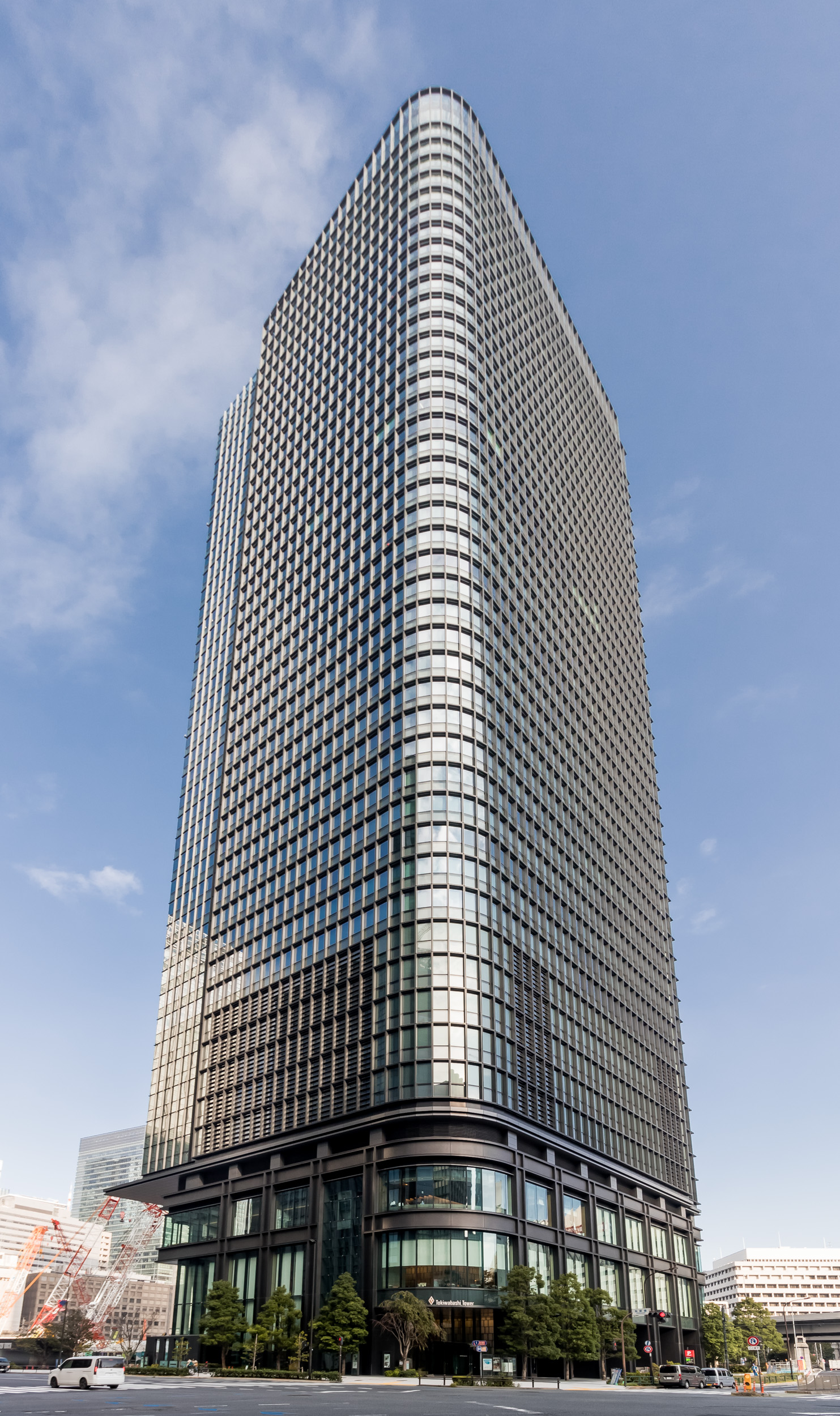
常盤橋大楼

常盤橋塔（日语：常盤橋タワー）是位於日本東京都千代田區東京站日本橋口前大手町二丁目常盤橋街區的兩座摩天大樓中的一座。這座建築在2021年6月竣工，地上部分高212公尺，地上有40層，地下有5層。

## 外部連結
- 常盤橋タワー （页面存档备份，存于） - 三菱地所